# Metapelma goethei
Metapelma goethei är en stekelart som beskrevs av Girault 1928. Metapelma goethei ingår i släktet Metapelma och familjen hoppglanssteklar. Inga underarter finns listade i Catalogue of Life.